# St. Ägidius (Haidenkofen)

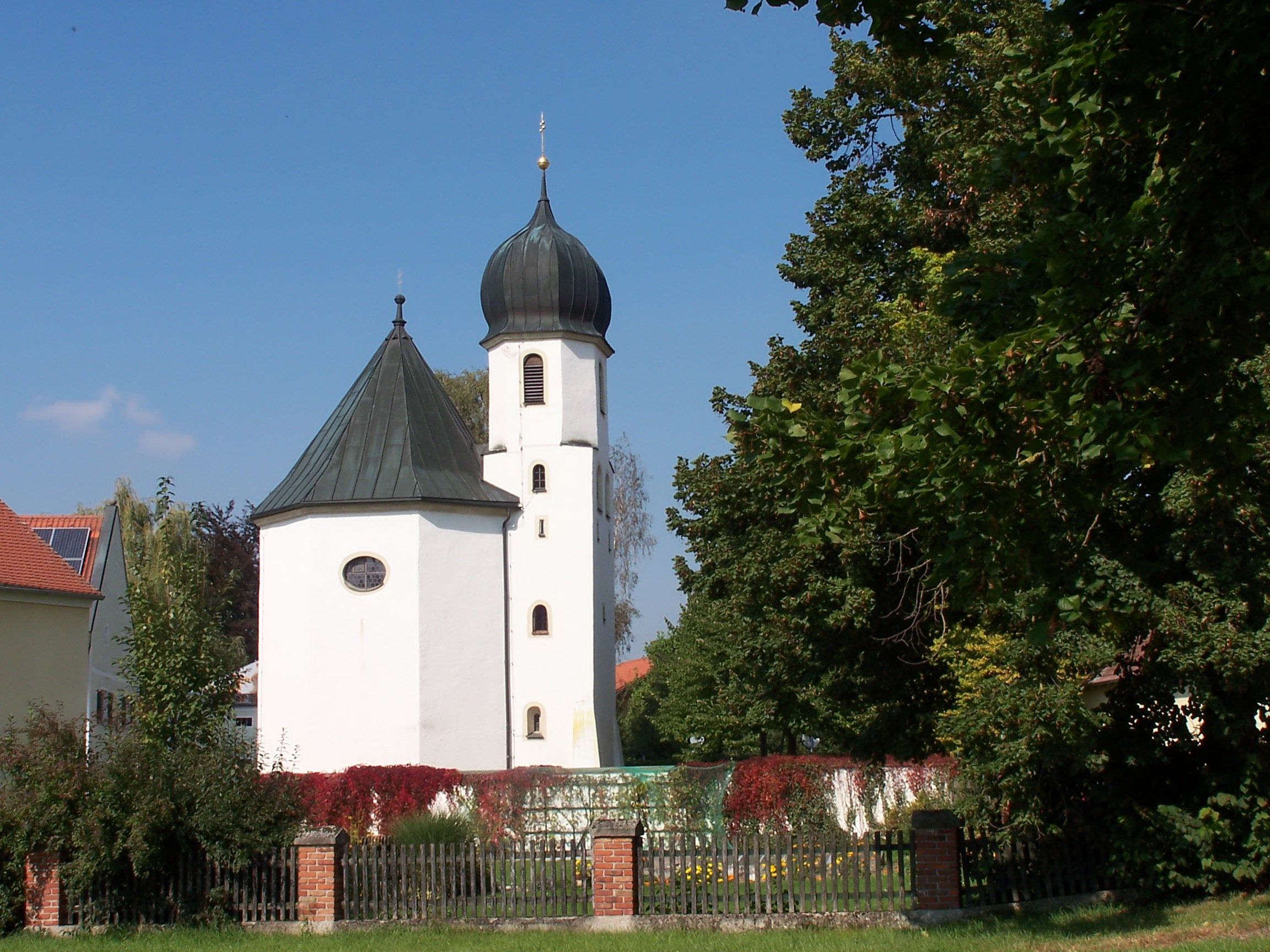
St. Ägidius (Haidenkofen)

Die römisch-katholische, denkmalgeschützte Filialkirche St. Ägidius steht in Haidenkofen, einem Gemeindeteil der Gemeinde Sünching im Landkreis Regensburg der Oberpfalz. Sie gehört zur Pfarrkirche Sünching im Bistum Regensburg. Das Bauwerk ist unter der Denkmalnummer D-3-75-201-11 als Baudenkmal in die Bayerische Denkmalliste eingetragen.

## Beschreibung
Die barocke Saalkirche wurde im späten 17. oder frühen 18. Jahrhundert auf den Grundmauern des Vorgängerbaus aus dem 12. Jahrhundert errichtet. Sie besteht aus einem oktogonalen Zentralbau und einem Chorturm im Osten, der mit einer Zwiebelhaube bedeckt ist. Sein oberstes achteckiges Geschoss den Glockenstuhl beherbergt, in dem zwei Kirchenglocken hängen. Die große Kirchenglocke musste sowohl im Ersten als auch im Zweiten Weltkrieg abgeliefert werden und wurde 1927 bzw. 1956 ersetzt. Der Innenraum des Zentralbaus ist mit einer Flachdecke überspannt, der des querrechteckigen Chors, d. h. das Erdgeschoss des Chorturms, mit einem Kreuzgratgewölbe. An der Brüstung der umlaufenden Empore wurde 1853 der Kreuzweg angebracht. Zur Kirchenausstattung gehört ein Hochaltar, der von zwei Statuetten flankiert wird, links der heilige Antonius von Padua, rechts der heilige Aloisius von Gonzaga. Auf dem Altarretabel ist der heilige Ägidius dargestellt.